# Bulevar Evrope (Novi Sad)
Bulevar Evrope (srbsky Булевар Европе) je ulice v hlavním městě srbské autonomní oblasti Vojvodina, Novi Sad. Nachází se v západní části metropole Vojvodiny a spojuje dálnici A1 se západní částí města až po místní část Liman a bulvár Cara Lazara. Jedná se o nejdelší ulici ve městě.

## Název
Třída je pojmenována podle Evropy. 

## Historie
Ulice vznikla v prostoru, kudy vedla před přestavbou novosadského železničního uzlu z Bělehradu do Subotici. Stálo zde také nákladové nádraží, které bylo rovněž zrušeno. Přestože při železničním náspu již městská ulice vedla, nejednalo se o široký bulvár a rušnou třídu. V 80. a 90. letech 20. století byla od tohoto bulváru západním směrem vybudována Bistrica, jako jedno z posledních novosadských sídlišť. I tak ale prostor okolo komunikace zůstal do velké míry nezastavěn.
V roce 2016 byla ulice prodloužena od křižovatky z komunikací Rumenački Put k dálnici A1.
Ulice byla v 21. století vzhledem k velkému množství nezastavěné plochy cílem pro řadu stavebních firem (developerů) a vznikala zde celá řada nových výškových budov, včetně i té nejvyšší ve městě.
Zvažováno je výhledově prodloužení ulice až k dunajskému břehu a překročení veletoku mostem, čímž by se komunikace stala významnější z hlediska tranzitní dopravy.

## Doprava
Jedná se o velmi rušnou šestiproudou ulici. Tři jízdní pruhy v každém směru jsou odděleny středovým pásem a z obou stran komunikace ještě přiléhají oddělené cyklostezky.

## Významné objekty
- Průmyslová zóna sever (srbsky Radna zona Sever)
- Kasárna Majevica
- bývalé nákladové nádraží a k němu přiléhající Železniční kolonie.
- Protestantský kostel v Novém Sadu